# Memminger Freiheitspreis 1525
Der Memminger Freiheitspreis 1525 ist ein Preis, der Personen verliehen wird, die sich um die Freiheit der Menschen besonders verdient gemacht haben. Er soll an die Zwölf Artikel von 1525 erinnern, die als erste Niederschrift von Menschenrechten in Europa gelten.

## Geschichte

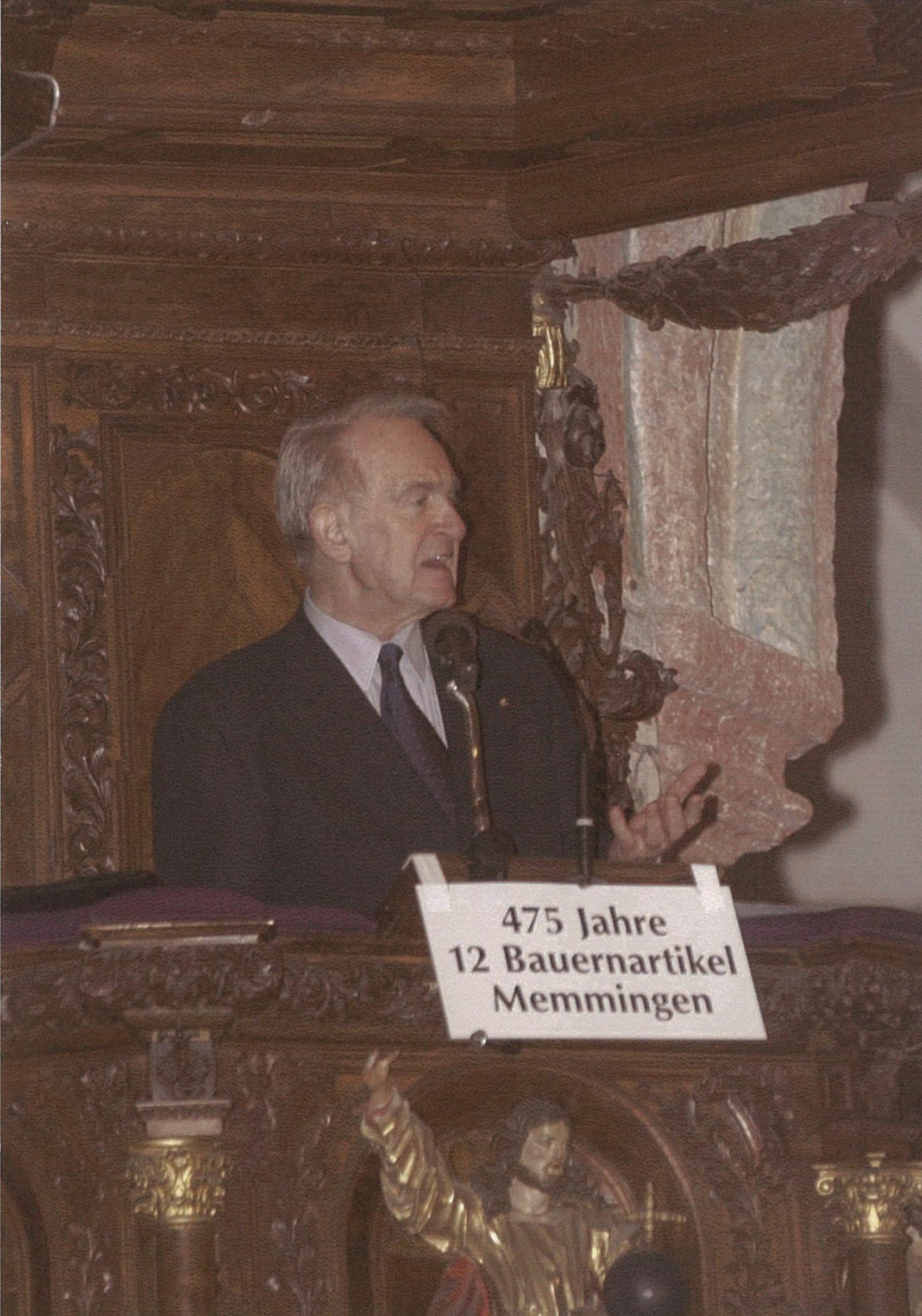
Johannes Rau bei der Laudatio auf den Preis

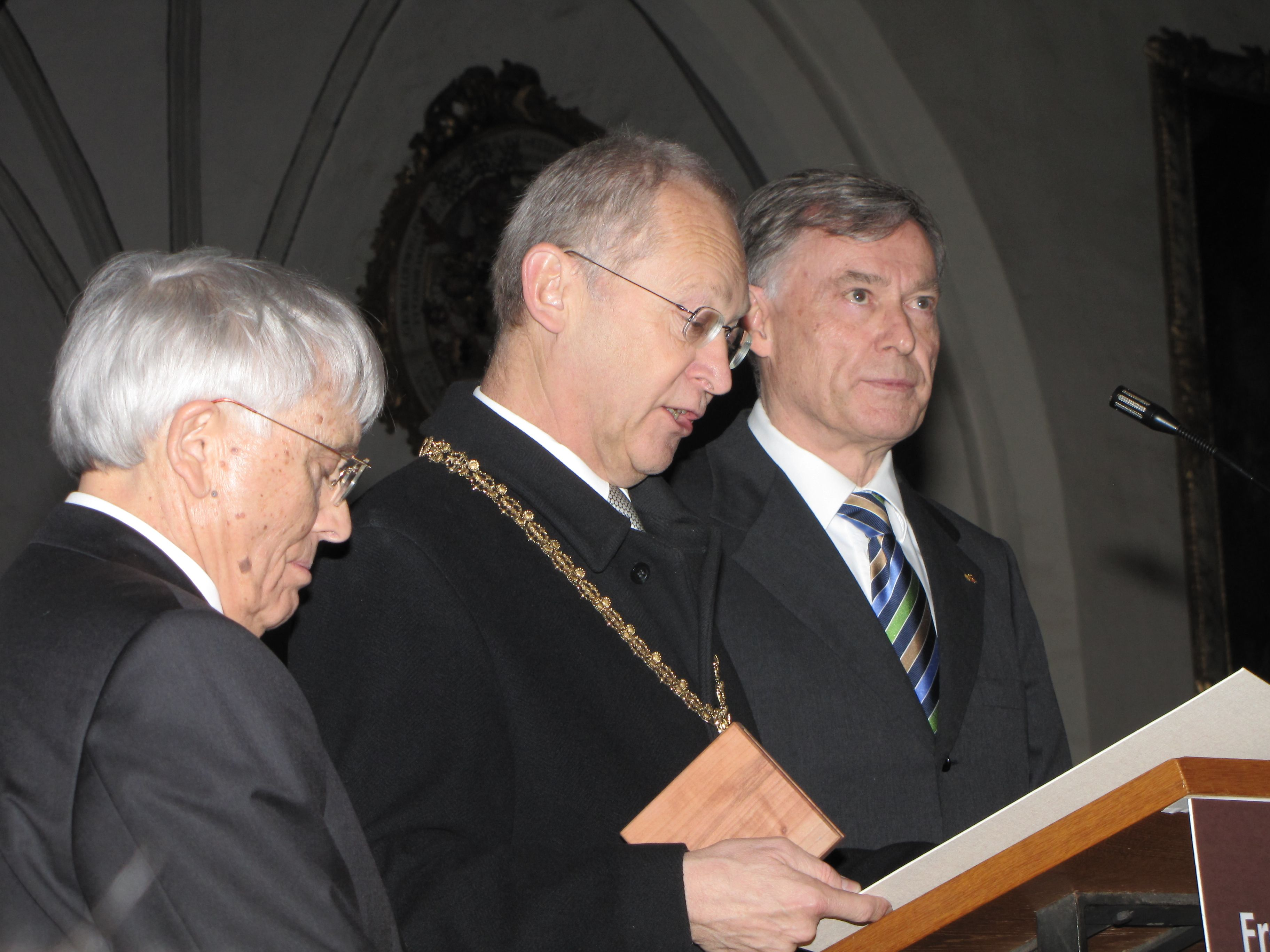
Reiner Kunze, Oberbürgermeister Ivo Holzinger und Horst Köhler anlässlich der zweiten Preisverleihung.

Im Jahr 2000 wurde der Preis anlässlich des 475. Jubiläums der Zwölf Artikel ausgelobt. Der damalige Bundespräsident Johannes Rau hielt in der Martinskirche die Laudatio auf den Preis. Mit dem Stadtratsbeschluss über die Satzung der Stadt Memmingen über den „Memminger Freiheitspreis 1525“ wurde am 21. Dezember 2001 der Preis rechtlich geschaffen. Die Satzung trat am 5. Januar 2002 in Kraft. Die Satzung besteht aus einer Präambel und vier Paragraphen.
Der Preis besteht nach § 1 der Satzung aus einer Urkunde, welche die Verdienste des Preisträgers im Sinne der Satzungspräambel würdigt, sowie einem in der Höhe nicht festgelegten Geldpreis. Über die Verleihung soll nach § 2 der Satzung ein Auswahlgremium entscheiden. Dieses setzt sich aus dem Oberbürgermeister der Stadt Memmingen, einem Vertreter des Kuratoriums Memminger Freiheitspreis 1525, dem ersten Pfarrer von St. Martin sowie vier weiteren Persönlichkeiten aus Kultur, Wissenschaft und öffentlichem Leben zusammen. § 3 bestimmt den Beirat, der die Aufgabe hat, die vier Persönlichkeiten aus Kultur, Wissenschaft und öffentlichem Leben des Auswahlgremiums zu wählen und abzuberufen. Des Weiteren soll er die Erinnerung an die Abfassung der Zwölf Artikel und das Wissen um deren Bedeutung für die demokratische Entwicklung in Deutschland fördern und die Einhaltung des Stiftungszwecks überwachen. Der Beirat setzt sich aus dem Oberbürgermeister der Stadt Memmingen, je einem Vertreter der im Stadtrat vertretenen Fraktionen, einem Vertreter des Kuratoriums Memminger Freiheitspreis 1525, dem Dekan des evangelisch-lutherischen Dekanats Memmingen, dem Dekan der katholischen Kirche in Memmingen sowie einem Vertreter der Stifter des Preises zusammen. Die Vereinigung der Stifter besteht aus den Persönlichkeiten und Vertretern von juristischen Personen oder Personenvereinigungen, die seit der letzten Verleihung einen Betrag von mindestens 3000 Euro zugestiftet haben. Der letzte Paragraph der Satzung schreibt vor, dass die Satzung am Tage nach der Bekanntmachung im Memminger Amtsblatt der Stadt Memmingen in Kraft tritt, was am 4. Januar 2002 geschah. Die Verleihungsurkunde hat das Motto „Mir wöllet frei sei“.
Der Preis wurde am 5. Oktober 2005 erstmals verliehen. Der damalige Bundestagspräsident Wolfgang Thierse hielt die Laudatio in der Martinskirche auf Gyula Horn, der den Preis für sein Wirken als ungarischer Außenminister und Ministerpräsident in Verbindung mit der Öffnung der Grenze zwischen Österreich und Ungarn im Juni 1989 erhielt. Gyula Horn bekam das Preisgeld in Höhe von 15.000 Euro, die in der Satzung des Preises festgelegte Urkunde sowie eine Medaille.
Die zweite Verleihung fand am 20. März 2009 statt. Der damalige Bundespräsident Horst Köhler hielt die Laudatio für den zweiten Preisträger Reiner Kunze in der Martinskirche. Als Preis wurden eine Medaille, eine Urkunde und 15.000 Euro an den Preisträger überreicht. Eingebettet war die Verleihung in ein umfangreiches Rahmenprogramm. Im Anschluss an die Überreichung durch den Oberbürgermeister Ivo Holzinger und Horst Köhler fand im Rathaus ein Empfang statt. Danach wurden die Zwölf Artikel von Laienschauspielern auf dem Marktplatz vorgetragen. Horst Köhler und Reiner Kunze sprachen danach vom Balkon der Großzunft zur Bevölkerung.
Die dritte Verleihung erfolgte am 7. Dezember 2013. Als Preisträgerin wurde die junge pakistanische Freiheitskämpferin Malala Yousafzai bestimmt, die für ihren Einsatz gegen das Taliban-Regime geehrt wurde. Da sich eine Reise der im britischen Exil lebenden Preisträgerin nach Memmingen als zu schwierig erwies, fand die Preisverleihung in Oxford statt.
Die vierte Verleihung erfolgte am 25. September 2016 an den römisch-katholischen Ordensgeistlichen und Missionar Erwin Kräutler CPPS, der sich als langjähriger (1981 bis 2015) Bischof und Prälat der Territorialprälatur Xingu, der flächenmäßig größten Diözese Brasiliens, für die „Option für die Armen“ engagiert hat.
Die fünfte Verleihung fand am 21. Mai 2022 statt. Der Autor, Journalist und Jurist Heribert Prantl wurde für seine Verdienste um die Pressefreiheit ausgezeichnet. Er stelle sich, so Oberbürgermeister Manfred Schilder beim Festakt in der Martinskirche, im Spannungsfeld von Recht, Moral und Politik einem fahrlässigen Umgang mit der Wahrheit entgegen und verteidige die Pressefreiheit als eine der Grundsäulen unserer demokratischen Gesellschaft. Laudator war der frühere Bundestagspräsident Norbert Lammert.

## Preisträger
- Gyula Horn, 2005
- Reiner Kunze, 2009
- Malala Yousafzai, 2013[9]
- Erwin Kräutler, 2016[10]
- Heribert Prantl, 2022[8]